# Hymenochirus boettgeri
Espèce
Synonymes
- Xenopus boettgeri Tornier, 1896
- Hymenochirus boettgeri camerunensis Perret & Mertens, 1957

Statut de conservation UICN

 LC  : Préoccupation mineure
Hymenochirus boettgeri est une espèce d'amphibiens de la famille des Pipidae.

## Répartition
Cette espèce est endémique du centre de l'Afrique. Elle se rencontre, :
- dans le sud-est du Nigeria ;
- dans le sud du Cameroun ;
- dans le sud de la République centrafricaine ;
- dans le nord de la République démocratique du Congo ;

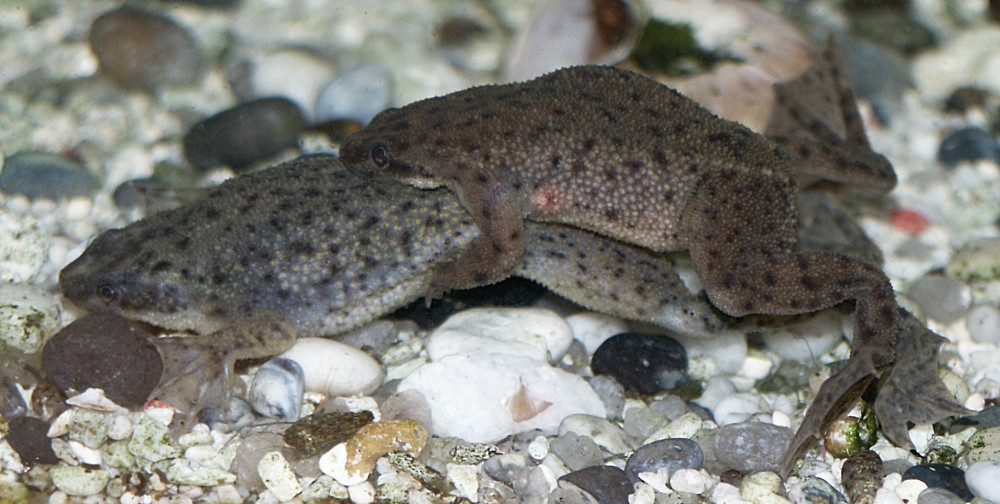
amplexus de Hymenochirus boettgeri

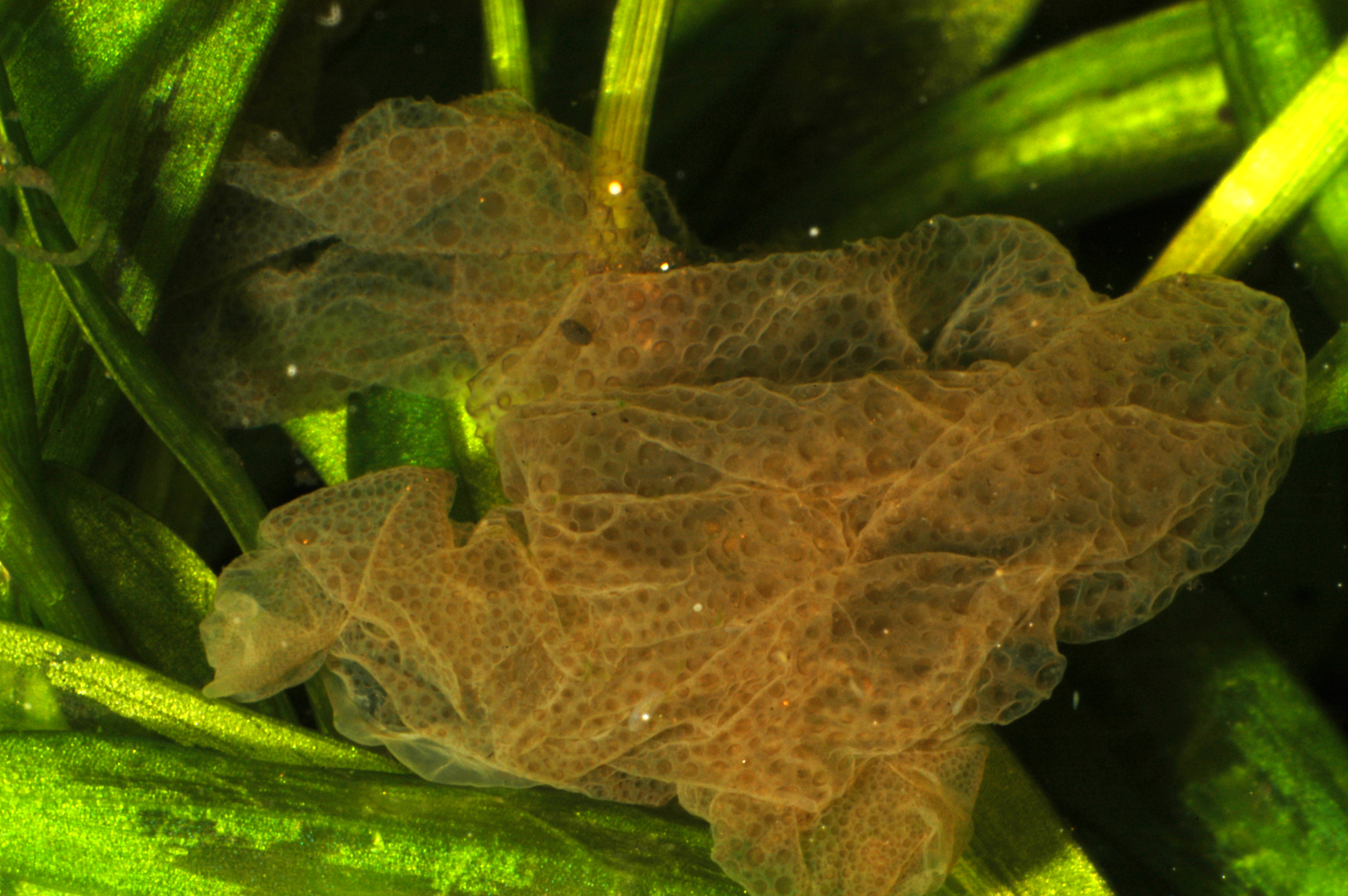
Ponte

- en Guinée équatoriale ;
- au Gabon.

## Étymologie
Cette espèce est nommée en l'honneur d'Oskar Boettger.

## Publications originales
- Perret & Mertens, 1957 : Étude d'une collection herpétologique faite au Cameroun de 1952 à 1955. Bulletin de l'Institut français d'Afrique noire A, vol. 19, no 2, p. 548-601.
- Tornier, 1896 : Reptilien, Amphibien in Möbius, K. (Ed.), Deutsch Ost-Afrika, vol. 3, Die Thierwelt Ost-Afrikas (Part 4). Dietrich Reimer, Berlin, p. 1-164.